# Emisja egzoelektronów
Emisja egzoelektronów – zjawisko emisji niskoenergetycznych elektronów (egzoelektronów, średnio poniżej 1 eV) z warstw powierzchniowych materiałów, pojawiająca się tylko w przypadku wcześniejszego oddziaływania mechanicznego (odkształcenie mechaniczne, deformacja), termicznego (zestalenie się metalu; podgrzanie) lub optycznego (czego optycznym odpowiednikiem jest fosforescencja), czy też chemicznego (utlenienie). Oddziaływanie takie wprowadza ciało w stan nierównowagi, a emisja egzoelektronów towarzyszy powrotowi do stanu równowagi.